# Стукало Богдан Ярославович
Богда́н Яросла́вович Сту́кало (1993, с. Красна Зборівський район Тернопільська область — 23 лютого 2015, с. Сокільники Пустомитівський район Львівська область) — український військовик, сержант 24-ї окремої механізованої бригади (Яворів) Збройних сил України.

## Життєпис
Після строкової служби в армії служив за контрактом. Із березня 2014 року захищав Батьківщину, кілька місяців пробув на східному фронті. Влітку дістав поранення в зоні АТО, після лікування повернувся на передову. Вдруге був поранений у ногу на початку грудня 2014 року та проходив лікування у Львівському шпиталі.
Трагічно загинув 23 лютого 2015 року у селі Сокільники (Пустомитівський район) поблизу Львова. О 7:50 Богдан зняв номер у готелі «Галіція», а о 8:00 його знайшли мертвим під вікнами готелю. Розглядаються версії самогубства та навмисного вбивства.
Залишилися батьки. Похований у Красній.

## Нагороди
За особисту мужність і високий професіоналізм, виявлені у захисті державного суверенітету та територіальної цілісності України, вірність військовій присязі нагороджений:
- 27 червня 2015 року — орденом «За мужність» III ступеня.[1][2]